# Manzana de las Luces
La Manzana de las Luces (en français : Îlot des Lumières) est un îlot historique de la ville de Buenos Aires (Argentine), situé dans le quartier de Monserrat, au centre-ville.
Le mot manzana (signifiant pâté de maisons) fait allusion au grand nombre d'établissements culturels et intellectuels que cette zone a hébergés durant son histoire, et héberge encore.

## Situation
La Manzana de las Luces est un carré d'un peu plus d'un hectare, entouré par les rues calle Bolívar, calle Moreno, calle Alsina et calle Perú (calle signifie rue), c’est-à-dire à 100 mètres au sud-ouest de la plaza de Mayo. Le carré se développa autour d'un collège jésuite fondé au XVIIe siècle, alors seule institution académique donnant une éducation aux lettres classiques. Il est devenu le Colegio Nacional de Buenos Aires.
L'église Saint-Ignace, l'ancien édifice de l'Université de Buenos Aires, l'ancien bâtiment de la Bibliothèque nationale d'Argentine et d'autres édifices historiques complètent cet 'îlot des lumières'. Ce terme fut utilisé pour la première fois par le périodique El Argos le 1er septembre 1821, étant donné les institutions intellectuelles qui s'y étaient installées.

## Histoire
Le 16 mars 1812, la Bibliothèque nationale d'Argentine ouvrit ses portes sous le nom de Biblioteca Pública. Elle se trouvait au coin de la calle Moreno et de la calle Perú, c’est-à-dire au coin sud-ouest de l'îlot. Sa création fut la première mesure à caractère culturel que prit la Première Junte argentine le 7 septembre 1810. Les livres utilisés sont ceux que possédait le Colegio de San Carlos, ainsi que ceux qui furent offerts par l'évêque Azamor y Ramírez.
Le 12 août 1821 l'Université de Buenos Aires fut fondée dans l'église Saint-Ignace. Elle commença à fonctionner dans les installations de l'ancienne Procurature, à l'intersection des rues calle Perú et calle Alsina (coin nord-ouest). Des années plus tard, on remodela la façade et on agrandit l'établissement. Depuis sa forme a été maintenue inchangée jusqu'à nos jours. L'église San Ignacio occupe toujours le coin nord-est de l'îlot (rues calle Alsina et calle Bolivar avec façade sur cette dernière). 
Le 28 août de cette même année, on fonda l'Archivo General de la Provincia de Buenos Aires qui s'installa aussi dans l'îlot. Le 29 août 1884 on changea le nom de cette entité qui devint Archivo General de la Nación. Elle fonctionna en ces lieux pendant plusieurs années.
La manzana de las Luces fut aussi le lieu où s'installa pour la première fois la Banco de la Provincia de Buenos Aires. Les activités de celle-ci commencèrent le 6 septembre 1822 dans une des maisons de la manzana, jusqu'à ce qu'elle déménageât en 1827 à son adresse actuelle.
Le Museo Público de Buenos Aires s'y installa aussi. En 1854 on le transféra depuis le Convento de Santo Domingo (es) vers l'ex-Procurature des Missions, où il occupait quatre salles. Le musée eut comme directeurs Carlos Germán Burmeister, Carlos Berg, Florentino Ameghino et Angel Gallardo. Il fonctionna là jusqu'à son transfert en 1934 vers une propriété du Parc du centenaire (es), où il se trouve actuellement sous le nom de Musée argentin des sciences naturelles.
Le Collège Saint-Ignace fut occupé par diverses institutions éducatives, déjà dans la période de la vice-royauté, mais aussi après l'indépendance. En 1817 Juan Martín de Pueyrredón organisa le Colegio Unión del Sud, que fut inauguré un an plus tard à cet endroit. Après 1823, il devint le collège des Ciencias Morales, institution par laquelle passèrent Esteban Echeverría, Vicente López, Juan María Gutierrez, Miguel Cané (père), José Mármol, Félix Frías, Marcos Paz et Juan Bautista Alberdi. Durant le gouvernement de Juan Manuel de Rosas, le collège fut privatisé, et fut livré à un groupe de jésuites, et l'institution s'appela dès lors Colegio de San Ignacio. 
Après l'expulsion des jésuites (on les accusa de comploter contre le gouvernement), le collège s'appela Colegio Republicano Federal, et après la bataille de Caseros, il y fut installé une caserne, puis le Colegio Eclesiástico. Finalement le 14 mars 1863, par un décret du président Bartolomé Mitre, on lui donna le nom qu'il a encore aujourd'hui : Colegio Nacional de Buenos Aires.

### Ancienne Bibliothèque nationale
La Bibliothèque nationale d'Argentine ouvrit ses portes le 16 mars 1812, sous le nom de Biblioteca Pública. Elle se trouvait au coin de la calle Moreno et de la calle Perú, c’est-à-dire au coin sud-ouest de l'îlot. 